# Jónás István (újságíró)
Jónás István (Budapest, 1955. március 21. –) magyar rádiós újságíró, 2010-től a Magyar Rádió vezetője.

## Életpályája
1973–1979 között Ercsiben általános iskolai tanító volt. 1979-ben a Apáczai Csere János Tanítóképző Főiskola hallgatójaként végzett. 1981–1982 között népművelő volt a Magyar Nemzeti Múzeumban. 1983–1984 között a MÚOSZ Újságíró Iskoláját végezte el. 1982–1991 között a Magyar Rádió ifjúsági főosztályának a munkatársa volt. Első műsora az „Ötödik Sebesség” volt. 1991–1997 között a Petőfi Rádió SzocioMűhely szerkesztőségének vezetője, 2001-ig produkciós főszerkesztője volt. 2001–2007 között a Kossuth Rádió belpolitikai szerkesztőségének helyettes vezetője volt. 2007-ben a Lánchíd Rádióhoz került, ahol 2008-tól megbízott főszerkesztő.
Szalai Annamária, a Nemzeti Média- és Hírközlési Hatóság (NMHH) Médiatanácsának fideszes elnöke javaslatára a közmédiumokat felügyelő Közszolgálati Közalapítvány kuratóriuma 2010. november 18-án, a második választási fordulóban, titkos szavazással, egyszerű többséggel a Magyar Rádió Zrt. vezérigazgatójává választotta. A másik jelölt Ujhelyi Zoltán, a Kossuth Rádió szerkesztő-műsorvezetője volt. Az elnök fizetése havi bruttó 1,7 millió forint, autót és telefont kap, és legfeljebb 25 százalék prémiumra számíthat.
Hobbija a Super 8-as filmezés.

## Rádióelnöki tevékenysége
2010 decemberében új adófőszerkesztőket nevezett ki. A Kossuth Rádió élére Gazsó L. Ferencet, a Magyar Hírlap volt főszerkesztőjét, a Petőfi Rádió élére Koltay Gergelyt, a Kormorán együttes vezetőjét, egykori gój motorost. A Bartók Rádió élén megmaradt a régi főszerkesztő, Farkas Zoltán. Röviddel kinevezése után Gazsó L. megszüntette Tölgyessy Péter politikai elemzőműsorát.

## Családi háttere
Felesége Nagy Katalin, aki szintén újságíró, 2010-ben a Hír TV és a Lánchíd Rádió szerkesztő-műsorvezetője. Két leánygyermekük van, Dorka és Orsi.

## Műsorai

### Rádiós
- Ötödik sebesség
- Helykereső
- Más-világ
- Telis-telefondorlat
- Mínuszban
- Szocio-krimi
- Hatodik érzék
- Visszajátszás
- Napindító
- Petőfi délután
- Naprakész
- Háztól házig
- Napközben
- Délelőtti kalauz
- Délutáni kalauz

### Televíziós
- Kitörés